# Paul Fabo
Paul Fabo, né le 5 juin 1906 à Porto-Novo (Bénin actuel) et mort le 7 septembre 1973 à Cotonou, est un journaliste, auteur dramatique et diplomate, ancien ambassadeur de la République du Dahomey au Zaïre (aujourd'hui RDC). 

## Biographie
Né à Porto-Novo dans une famille Goun, il est l'élève de Paul Hazoumé et du père Francis Aupiais, Supérieur de la Mission de Porto-Novo.
En 1924, il est engagé par la firme SEDEC (filiale commerciale de Lever) au siège de Léopoldville – qui prendra le nom de Kinshasa en 1966 – et y reste plusieurs années, puis reçoit une bourse pour poursuivre ses études à Louvain (Belgique) où il obtient une licence ès lettres.
Il est enrôlé dans l'armée française pendant la Seconde Guerre mondiale et sert sur un destroyer. En juin 1940 il participe à la bataille de Dunkerque, puis quitte l'armée et se rend à Bruxelles pour rejoindre la Résistance.
En 1949, il fonde à Bruxelles l'hebdomadaire L'Afrique et le Monde (plutôt favorable à Patrice Lumumba), et publie quelques livres.
Paul Fabo est en particulier l'auteur d'une unique pièce de théâtre, Ombrages (1948), atypique dans le paysage littéraire du continent. Lui-même Noir africain, il met en scène un drame bourgeois situé dans le cadre somptueux d'un château en Belgique. Guy Ossito Midiohouan analyse cette œuvre « qu'aurait pu écrire un dramaturge blanc européen et qui connaîtrait un grand succès à Au Théâtre ce soir » et tente de comprendre les motivations d'un auteur « ne manifestant aucune conscience politique, aucun esprit critique ». Il y voit les effets de la colonisation : « faire du colonisé un homme qui mette toutes ses forces à ressembler à son maître, à se confondre avec son image, c'est-à-dire à se renier, à être étranger à soi-même », ce mimétisme recouvrant « l'amnésie et l'indifférence à soi ». Comme le dramaturge poursuit par ailleurs une ambition personnelle dans le monde des affaires, puis de la diplomatie, il semble clair, selon Midiohouan, qu'il cherche avant tout à « accéder à la bourgeoisie blanche qui exerçait sur lui une puissante fascination ». Son cas n'étant pas isolé, la pièce mérite l'attention car elle illustre un phénomène commun à toute une génération.

La référence du critique béninois au théâtre de boulevard pourrait s'avérer d'autant plus pertinente si l'on considère que Paul Fabo joua un petit rôle (Bamba) dans un film belge réalisé par Émile-Georges De Meyst l'année précédente, Le Cocu magnifique. L'hypothèse du mimétisme s'en trouverait renforcée.
Avec l'indépendance du Dahomey, Paul Fabo est rappelé dans son pays et devient chargé d'affaires à la légation du Dahomey à Léopoldville (1961-1963), qui est érigée en ambassade le 3 mai 1963. Il y est alors  nommé « délégué dans les fonctions d'ambassadeur, pour compter de septembre 1963 et nommé ambassadeur extraordinaire et plénipotentiaire, à dater du 1er janvier 1964 ». Il reste ambassadeur jusqu'en 1971.
Il se retire de la vie publique en 1973 et meurt à Cotonou la même année.